# Letní paralympijské hry 1988
Letní paralympijské hry 1988, oficiálně VIII. letní paralympijské hry (korejsky 서울 하계 패럴림픽), se konaly v jihokorejském Soulu. Slavnostní zahájení proběhlo 15. října 1988, ukončení se pak uskutečnilo 24. října 1988.

## Seznam sportů
| - Lukostřelba - Atletika - Boccia - Cyklistika - Fotbal (7-a-side) | - Goalball - Judo - Bowls - Vzpírání - Powerlifting | - Snooker - Střelba - Plavání - Stolní tenis | - Volejbal - Basketbal (vozíčkáři) - Šerm (vozíčkáři) - Tenis (vozíčkáři) |

## Pořadí národů
| Pořadí | Země               | Zlato | Stříbro | Bronz | Celkem |
| ------ | ------------------ | ----- | ------- | ----- | ------ |
| 1      | USA                | 91    | 90      | 91    | 272    |
| 2      | Západní Německo    | 76    | 66      | 51    | 193    |
| 3      | Spojené království | 64    | 66      | 53    | 183    |
| 4      | Kanada             | 55    | 42      | 55    | 152    |
| 5      | Francie            | 47    | 44      | 49    | 140    |
| 6      | Švédsko            | 42    | 38      | 23    | 103    |
| 7      | Jižní Korea        | 40    | 35      | 19    | 94     |
| 8      | Nizozemsko         | 31    | 25      | 30    | 86     |
| 9      | Polsko             | 24    | 25      | 33    | 82     |
| 10     | Austrálie          | 23    | 35      | 38    | 96     |
| 45     | Československo     | 0     | 1       | 0     | 1      |

## Československo na LPH 1988
Československo reprezentoval 1 paralympionik.
Českoslovenští medailisté
| Medaile | Sportovec     | Sport      |
| ------- | ------------- | ---------- |
| Stříbro | Josef Lachman | cyklistika |